# سینمای پرو

شیر اندوه ساخته کلاودیا یوسا مهمترین فیلم تاریخ سینمای پرو

صنعت فیلم پرو به اندازه سینمای سایر کشورهای آمریکای لاتین مانند مکزیک یا آرژانتین پربار نبوده‌است، با این همه برخی فیلم‌های تولید شده در پرو از موفقیت منطقه‌ای برخوردار بودند. از منظر تاریخی سینمای پرو در سال ۱۹۳۲ توسط آنتونیو وونگ رنگیفو در ایکیتوس آغاز شد زیرا با رونق تجارت کائوچو و ورود تجار خارجی از ۴ گوشه جهان به این سرزمین، فناوری ابتدایی سینمایی نیز وارد منطقه شد. از این رو آثار مستند و خبری زیادی از فعالیت‌های استخراج کائوچو تا پوشش فرهنگ آمازونی از منطقه لورتو تا لیما ساخته شد.
بین سال‌های ۱۹۳۴ تا ۱۹۳۶ در لیما، اولین فیلم ناطق سینمای پرو به نام پاتوق (اسپانیایی: Resaca) توسط آلبرتو سانتانا کارگردانی شد. هم او در ۱۹۳۶ فیلم به دنبال فراموش شده (اسپانیایی: Buscando Olvido) را روانه اکران کرد.
مهمترین فیلمساز سال‌های اخیر پرو احتمالاً فرانسیسکو خوزه لومباردی است. عمده کارهای وی اقتباس از رمان‌های مهم نوولیست‌های پرویایی است. ماروجا در جهنم ۱۹۸۳، شهر و سگ‌ها ۱۹۸۵، دهان گرگ ۱۹۸۸، سقوط از بهشت ۱۹۹۰، بدون رحم ۱۹۹۴، کاپیتان پانتجا و سرویس‌های ویژه ۲۰۰۰ و پروانه سیاه ۲۰۰۶ از مهمترین فیلم‌های لومباردی هستند.
اما مهمترین اتفاق دهه اخیر سینمای پرو فیلم شیر اندوه است. شیر اندوه محصول ۲۰۰۹ ساختهٔ نام کلاودیا یوسا، برادرزادهٔ ماریو بارگاس یوسا، نویسندهٔ مشهور ادبیات است. این فیلم، اولین بار در ۱۲ فوریه ۲۰۰۹ در جشنوارهٔ برلین آلمان به نمایش درآمد و توانست در روز اهدای جوایز بخش اصلی مسابقه، جایزهٔ خرس طلای بهترین فیلم جشنوارهٔ برلین را از آنِ خود کند. فیلم، در جشنواره‌های بسیاری مورد تحسین قرار گرفت، از جمله اینکه در هشتاد و دومین دوره جوایز اسکار جز ۵ فیلم نهایی بهترین فیلم خارجی زبان شد.

## فیلم‌هایی که تمام یا بخش‌هایی از آن در پرو فیلم‌برداری شدند

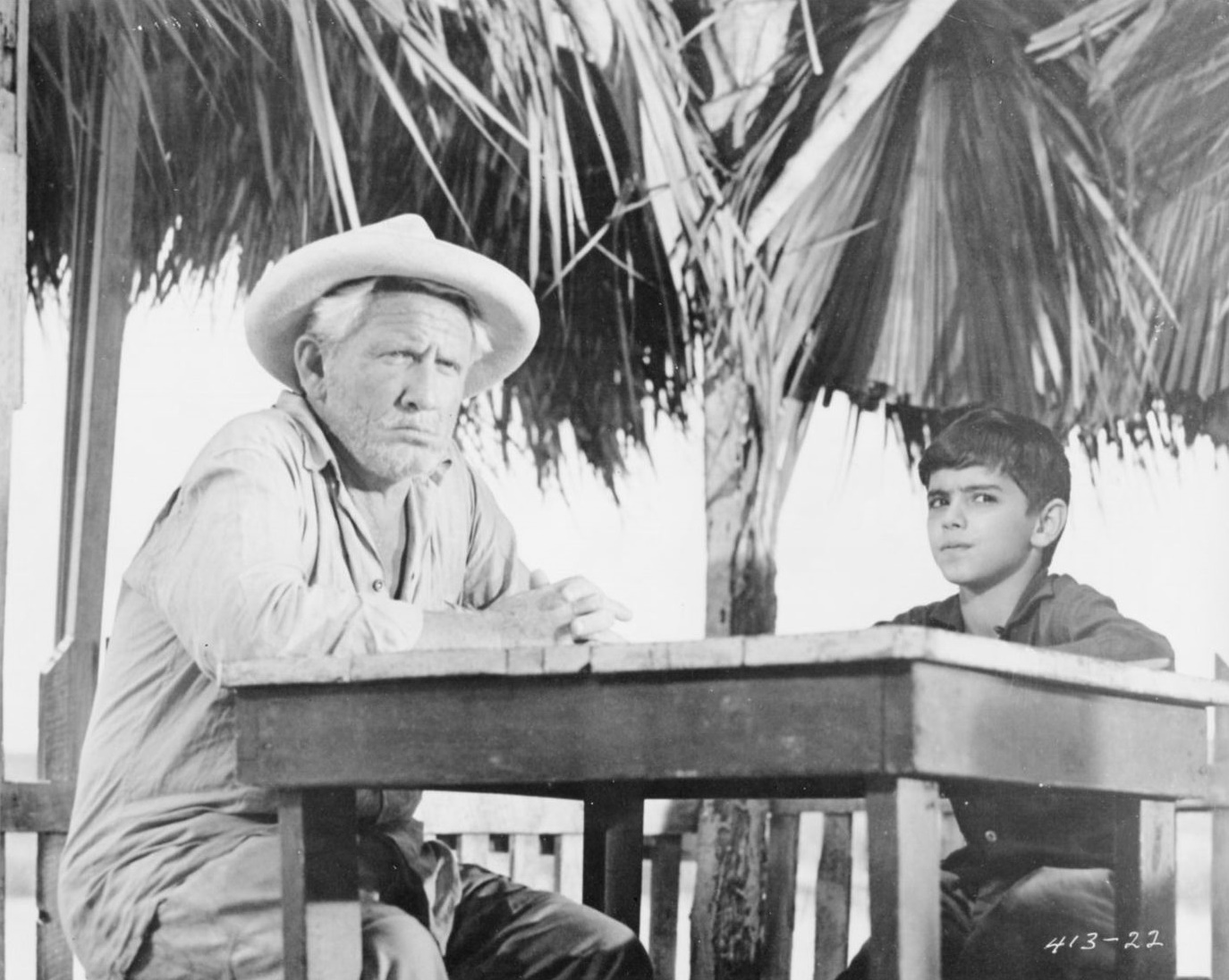
پیرمرد و دریا ساخته جان استرجز ۱۹۵۸

## فیلم‌هایی که تمام یا بخش‌هایی از آن در پرو فیلم‌برداری شدند[۸]
- پیرمرد و دریا (۱۹۵۸)

- موزها (۱۹۷۱)
- آگیره، خشم پروردگار (۱۹۷۲)
- ارابه خدایان (۱۹۷۰)
- فیتزکارالدو (۱۹۸۲)
- آبی بیکران (۱۹۸۸)
- خاطرات موتورسیکلت (۲۰۰۴)
- پسرم، پسرم، چه کرده‌ای؟ (۲۰۰۹)
- روبات (۲۰۱۰)
- جهنم سبز (۲۰۱۳)
- وب (۲۰۱۳)

## جشنواره‌های سینمایی
جشنواره لیما (Encuentro Latinoamericano de Cine de Lima) یک جشنواره فیلم است که از سال ۱۹۹۷ توسط دانشگاه کاتولیک پرو برگزار می‌شود. جشنواره فیلم‌های مستقل لیما (Lima Independiente International Film Festival) نیز از دیگر جشنواره‌های مهم پرو است.

## آمار و ارقام
سینمای پرو صاحب ۳۸۸ سالن نمایش فیلم است. سرانه تولید فیلم بلند ۸ عدد و جمعیت سینماروی این کشور ۲۹ میلیون نفر برآورد شده‌است.